# Filingué (Departement)
Filingué ist ein Departement in der Region Tillabéri in Niger.

## Geographie

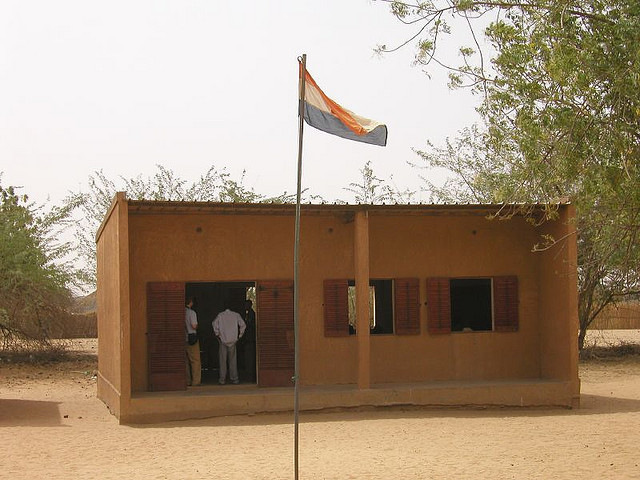
Klassenzimmer einer Schule im Dorf Fakaye im Departement Filingué

Das Departement liegt im Südwesten des Landes. Es besteht aus der Stadtgemeinde Filingué und den Landgemeinden Imanan, Kourfeye Centre und Tondikandia. Der namensgebende Hauptort des Departements ist Filingué.

## Geschichte
Nach der Unabhängigkeit Nigers im Jahr 1960 wurde das Staatsgebiet in 32 Bezirke (circonscriptions) aufgeteilt. Einer davon war der Bezirk Filingué. 1964 gliederte eine Verwaltungsreform Niger in sieben Departements, die Vorgänger der späteren Regionen, und 32 Arrondissements, die Vorgänger der späteren Departements. Im Zuge dessen wurde der Bezirk Filingué in das Arrondissement Filingué umgewandelt. Der spätere Premierminister Mahamadou Danda leitete von 1983 bis 1987 als Unterpräfekt das Arrondissement.
Im Jahr 1998 wurden die bisherigen Arrondissements Nigers zu Departements erhoben, an deren Spitze jeweils ein vom Ministerrat ernannter Präfekt steht. Die Gliederung des Departements in Gemeinden besteht seit dem Jahr 2002. Zuvor bestand es aus dem städtischen Zentrum Filingué und den Kantonen Kourfey, Imanan/Bonkoukou, Tagazar/Tabla und Tondikandia/Damana. 2011 wurden Abala und Balleyara als eigene Departements aus dem Departement Filingué herausgelöst.

## Bevölkerung
Das Departement Filingué hat gemäß der Volkszählung 2012 306.244 Einwohner. Bei der Volkszählung 2001, vor der Ausgliederung von Abala und Balleyara, waren es 406.334 Einwohner, bei der Volkszählung 1988 285.795 Einwohner und bei der Volkszählung 1977 208.499 Einwohner.

## Verwaltung

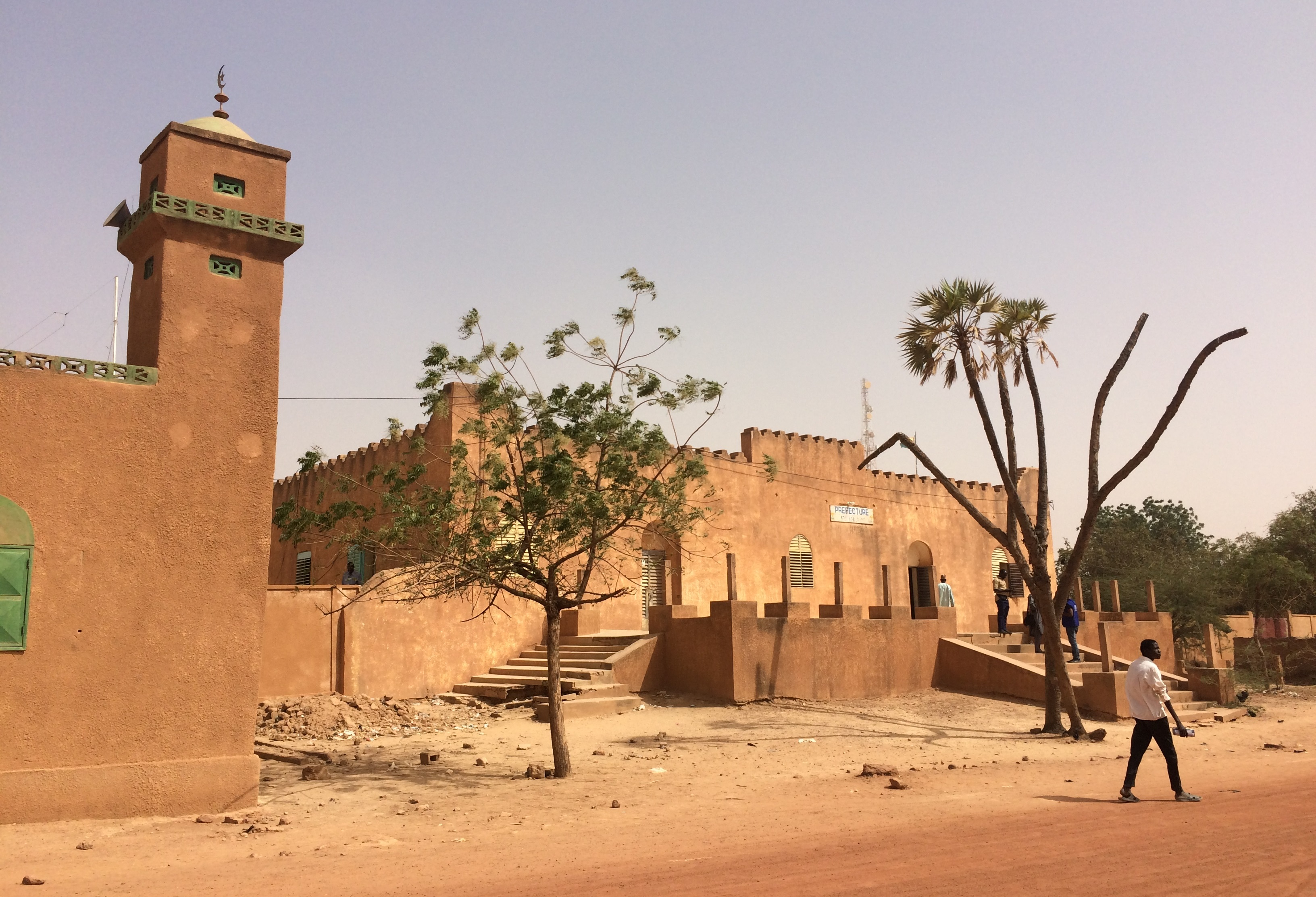
Gebäude der Präfektur des Departements Filingué

An der Spitze des Departements steht ein Präfekt (französisch: préfet), der vom Ministerrat auf Vorschlag des Innenministers ernannt wird.
| Amtszeit                      | Name                                          |
| ----------------------------- | --------------------------------------------- |
| …                             |                                               |
| 15. Apr. 2010 – 3. Jun. 2011  | Ibrahim Ouba                                  |
| 3. Jun. 2011 – 4. Dez. 2013   | Mahamadou Maidoka Aboubacar                   |
| 4. Dez. 2013 – 26. Jan. 2016  | Morou Assane dit Koubou (alias Marou Hassane) |
| 26. Jan. 2016 – 29. Jul. 2016 | Soumana Issaka                                |
| 29. Jul. 2016 – 14. Mai 2018  | Marafa Tankari                                |
| 14. Mai 2018 – 24. Aug. 2023  | Oumarou Ibro                                  |
| seit 24. Aug. 2023            | Abdoul Habibou Mali                           |